# Жалпак-Тобе
О средневековом городище в Туркестанской области см. Жалпактобе.
Жалпа́к-Тобе́ (каз. Жалпақтөбе) — село в Жамбылском районе Жамбылской области Казахстана, административный центр и единственный населённый пункт Полаткошинского сельского округа. 

## География
Село расположено в юго-восточной части Жамбылского района, на левом берегу реки Талас, в 3 километрах к юго-востоку от областного центра города Тараз, в 28 километрах к юго-востоку от районного центра села Аса. Ближайшая железнодорожная станция Тараз в городе Тараз — расположена в 3 километрах к северо-западу от села (по дороге — 6,4 км). Соседние населённые пункты: Сулутор к западу, Гродеково к югу. Транспортное сообщение осуществляется автодорогой А-14. Высота центра населённого пункта — 645 метров над уровнем моря.

## Достопримечательности
- По соседству с селом располагается средневековое городище Жикиль.

## Известные жители
- Калдаяков, Шамши (1930—1992) — казахский композитор, народный артист Казахстана, «король казахского вальса». Жил в данном селе в 1973—1991 годах.

## Население
| Численность населения | Численность населения | Численность населения |
| 1989                  | 1999                  | 2009                  |
| --------------------- | --------------------- | --------------------- |
| 6874                  | ↗7653                 | ↗8394                 |

Процентное соотношение численно-преобладающих национальностей согласно переписи 1989 года:
| Национальность | Процентное соотношение |
| -------------- | ---------------------- |
| Дунгане        | 64 %                   |
| Другие         | 36 %                   |